# 南華県
南華県（なんか-けん）は中華人民共和国雲南省楚雄イ族自治州に位置する県。

## 行政区画
下部に6鎮、3郷、1民族郷を管轄する。
- 鎮
  - 竜川鎮、沙橋鎮、五街鎮、紅士坡鎮、馬街鎮、兎街鎮
- 郷
  - 一街郷、羅武荘郷、五頂山郷
- 民族郷
  - 雨露ペー族郷

## 交通

### 鉄道
- 中国国家鉄路集団
  - 楚大線（中国語版）

（大理方面）- 南華駅 -（昆明方面）

### 道路
- 高速道路
  - 杭瑞高速道路
- 国道
  - G320国道